# 20303 Lindwestrick
A 20303 Lindwestrick (ideiglenes jelöléssel 1998 FU101) a Naprendszer kisbolygóövében található aszteroida. A LINEAR projekt keretében fedezték fel 1998. március 31-én.